# I'm Your Man (film)
I'm Your Man (Ich bin dein Mensch) è un film del 2021 diretto da Maria Schrader.
Adattamento cinematografico dell'omonimo racconto del 2019 di Emma Braslavsky, è stato presentato in concorso al 71º Festival di Berlino. È stato scelto come film rappresentante la Germania nella categoria per il miglior film internazionale ai premi Oscar 2022.

## Trama
Alma, archeologa del museo dell'Asia Anteriore a Berlino, si sottopone a un esperimento particolare per ottenere fondi per i suoi studi sulla scrittura cuneiforme: dovrà convivere per tre settimane con Tom, un avveniristico androide sviluppato dall'azienda Terrareca. La sua intelligenza artificiale, appositamente programmata in base al carattere e alle esigenze di lei, dovrebbe renderlo il compagno ideale di Alma, la cui vita si divide ormai esclusivamente tra la ricerca scientifica e il prendersi cura del padre, affetto da demenza senile.
Sospeso tra commedia romantica e malinconica fantascienza, il film indaga sui rapporti fra individui isolati in città modernissime e impenetrabili, insicuri, più che degli altri, di sé stessi. Sicuri solo all'interno dei propri rifugi, un museo con il suo ordine, un appartamento con il suo disordine.

## Distribuzione
Il film è stato presentato in anteprima il 1º marzo 2021 in concorso al 71º Festival di Berlino, venendo distribuito nelle sale cinematografiche tedesche a partire dal 1º luglio dello stesso anno. È stato distribuito nelle sale cinematografiche italiane da Koch Media a partire dal 14 ottobre 2021.

## Riconoscimenti
- 2021 - Festival di Berlino
  - Orso d'argento per la miglior interpretazione da protagonista a Maren Eggert
- 2021 - Deutscher Filmpreis
  - Miglior film
  - Miglior regista a Maria Schrader
  - Miglior attrice a Maren Eggert
  - Miglior sceneggiatura a Jan Schomburg e Maria Schrader
  - Candidatura per il miglior attore a Dan Stevens
- 2021 - Semana Internacional de Cine de Valladolid
  - In concorso per la Espiga de oro
- 2022 - Premio Goya
  - Candidatura per il miglior film europeo
- 2022 - Saturn Award
  - Candidatura per il miglior film internazionale
- 2022 - San Diego Film Critics Society Awards
  - Candidatura per il miglior film in lingua straniera